# 小信中島
小信中島（このぶなかしま）は、愛知県一宮市の地名。

## 地理
- 鵜飼（ウカイ）[WEB 6]
- 上郷西（カミゴウニシ）[WEB 6]
- 萱場（カヤバ）[WEB 6]
- 川東（カワヒガシ）[WEB 6]
- 川南（カワミナミ）[WEB 6]
- 北東山（キタヒガシヤマ）[WEB 6]
- 北平口（キタヒラグチ）[WEB 6]
- 郷浦（ゴウウラ）[WEB 6]
- 郷北（ゴウキタ）[WEB 6]
- 郷中（ゴウナカ）[WEB 6]
- 郷西（ゴウニシ）[WEB 6]
- 郷東（ゴウヒガシ）[WEB 6]
- 郷南（ゴウミナミ）[WEB 6]
- 御社来（ゴシヤライ）[WEB 6]
- 下郷西（シモゴウニシ）[WEB 6]
- 新田前（シンデンマエ）[WEB 6]
- 中平（ナカヒラ）[WEB 6]
- 仁井北（ニイキタ）[WEB 6]
- 仁井西（ニイニシ）[WEB 6]
- 西鵜飼分（ニシウカイワケ）[WEB 6]
- 西九反（ニシクタン）[WEB 6]
- 西五反田（ニシゴタンダ）[WEB 6]
- 西山（ニシヤマ）[WEB 6]
- 東鵜飼分（ヒガシウカイワケ）[WEB 6]
- 東鵯平（ヒガシヒヨドリヒラ）[WEB 6]
- 東屋敷（ヒガシヤシキ）[WEB 6]
- 二ツ屋（フタツヤ）[WEB 6]
- 南九反（ミナミクタン）[WEB 6]
- 南平口（ミナミヒラグチ）[WEB 6]
- 宮浦（ミヤウラ）[WEB 6]
- 宮前（ミヤマエ）[WEB 6]
- 柳枯草場（ヤナギカレクサバ）[WEB 6]

### 河川・池沼
- 木曽川

### 交通
- 愛知県道18号大垣一宮線
- 愛知県道147号西萩原北方線

### 施設
- 愛知県立一宮起工科高等学校
- 一宮市三岸節子記念美術館
- 愛知県警察一宮警察署尾西幹部交番
- 尾西愛昇殿
- アルフレッサ 一宮支店
- 小西児童遊園
- 一宮市立小信保育園
- 小信児童公園
- 尾西小信郵便局
- サガミチェーン 尾西工場
- 堤治神社
- 招福稲荷神社
- 墨会館

## 歴史

### 沿革
- 1889年（明治22年） - 中島郡小信中島村が市制町村制下の小信中島村となる[1]。
- 1906年（明治39年） - 合併により、起町大字小信中島となる[1]。
- 1955年（昭和30年） - 尾西市大字小信中島となる[1]。

### 人口の変遷
国勢調査による人口および世帯数の推移。
| 1995年（平成7年）  | 2096世帯 6949人 |  |
| 2000年（平成12年） | 2213世帯 7006人 |  |
| 2005年（平成17年） | 2416世帯 7368人 |  |
| 2010年（平成22年） | 2649世帯 7692人 |  |
| 2015年（平成27年） | 2839世帯 8005人 |  |
| 2020年（令和2年）  | 2993世帯 7882人 |  |

### WEB
1. ↑  “愛知県一宮市の町丁・字一覧”.   人口統計ラボ. 2024年4月20日閲覧。
2. 1 2  総務省統計局 (2022年2月10日). “令和2年国勢調査の調査結果(e-Stat) - 男女別人口，外国人人口及び世帯数－町丁・字等” (CSV). 2023年8月2日閲覧。
3. ↑  “読み仮名データの促音・拗音を小書きで表記するもの(zip形式) 愛知県” (zip).   日本郵便 (2024年2月29日). 2024年3月26日閲覧。
4. ↑  “市外局番の一覧” (PDF).   総務省 (2022年3月1日). 2022年3月22日閲覧。
5. ↑  “ナンバープレートについて”.   一般社団法人愛知県自動車会議所. 2024年1月21日閲覧。
6. 1 2 3 4 5 6 7 8 9 10 11 12 13 14 15 16 17 18 19 20 21 22 23 24 25 26 27 28 29 30 31 32  “愛知県一宮市小信中島の住所一覧”.   ゼンリン. 2024年5月11日閲覧。
7. ↑  総務省統計局 (2014年3月28日). “平成7年国勢調査の調査結果(e-Stat) - 男女別人口及び世帯数 －町丁・字等” (CSV). 2021年7月20日閲覧。
8. ↑  総務省統計局 (2014年5月30日). “平成12年国勢調査の調査結果(e-Stat) - 男女別人口及び世帯数 －町丁・字等” (CSV). 2021年7月20日閲覧。
9. ↑  総務省統計局 (2014年6月27日). “平成17年国勢調査の調査結果(e-Stat) - 男女別人口及び世帯数 －町丁・字等” (CSV). 2021年7月21日閲覧。
10. ↑  総務省統計局 (2012年1月20日). “平成22年国勢調査の調査結果(e-Stat) - 男女別人口及び世帯数 －町丁・字等” (CSV). 2021年7月21日閲覧。
11. ↑  総務省統計局 (2017年1月27日). “平成27年国勢調査の調査結果(e-Stat) - 男女別人口及び世帯数 －町丁・字等” (CSV). 2021年7月21日閲覧。

### 書籍
1. 1 2 3  「角川日本地名大辞典」編纂委員会 1989, p. 564.